# Seekröten
Die Seekröten (Chaunacidae) sind eine Fischfamilie aus der Ordnung der Armflosser (Lophiiformes). Sie leben im Atlantik, Pazifik und Indischen Ozean über den Kontinentalabhängen.

## Merkmale
Die großköpfigen Fische haben einen weichen Körper mit kleinen, stachligen Schuppen und ein gut ausgebildetes, nicht mit Schuppen bedecktes Seitenliniensystem auf Kopf und Rumpf. Das große Maul ist aufwärts gerichtet. Die Zähne im Kiefer und auf dem Gaumen sind klein und in Reihen angeordnet. Der erste Strahl der Rückenflosse ist zur „Angel“ (Illicium) umgebildet, weitere Hartstrahlen sind nicht vorhanden. Die Angel kann in eine unbeschuppte U-förmige Vertiefung verborgen werden. Die Afterflosse hat fünf bis sieben Weichstrahlen, die Rückenflosse zehn bis zwölf. Seekröten sind pink bis tief orangerot gefärbt. Die Fische werden 7 bis maximal 40 Zentimeter lang.
Die kleinen, ovalen Kiemenöffnungen liegen hinter dem Bauchflossenansatz. Die Kiemenkammern der Seekröten sind voluminös und sehr dehnbar. Im Laufe eines Atemzyklus nehmen die Fische darin so viel Wasser auf, dass das Körpervolumen um 20 bis 30 % zunimmt. Die Atemzyklen sind langsam; einer kann bis zu 4 Minuten dauern.

## Arten

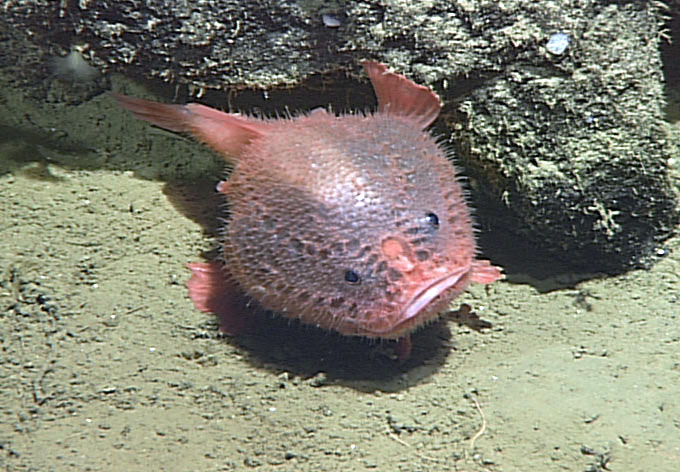
Chaunacops coloratus

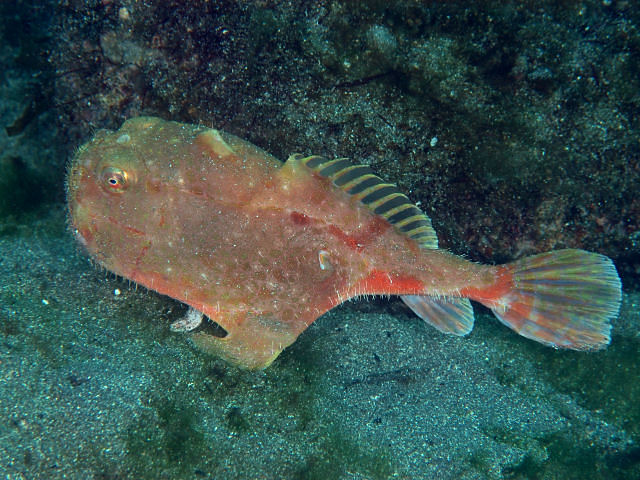
Chaunax fimbriatus

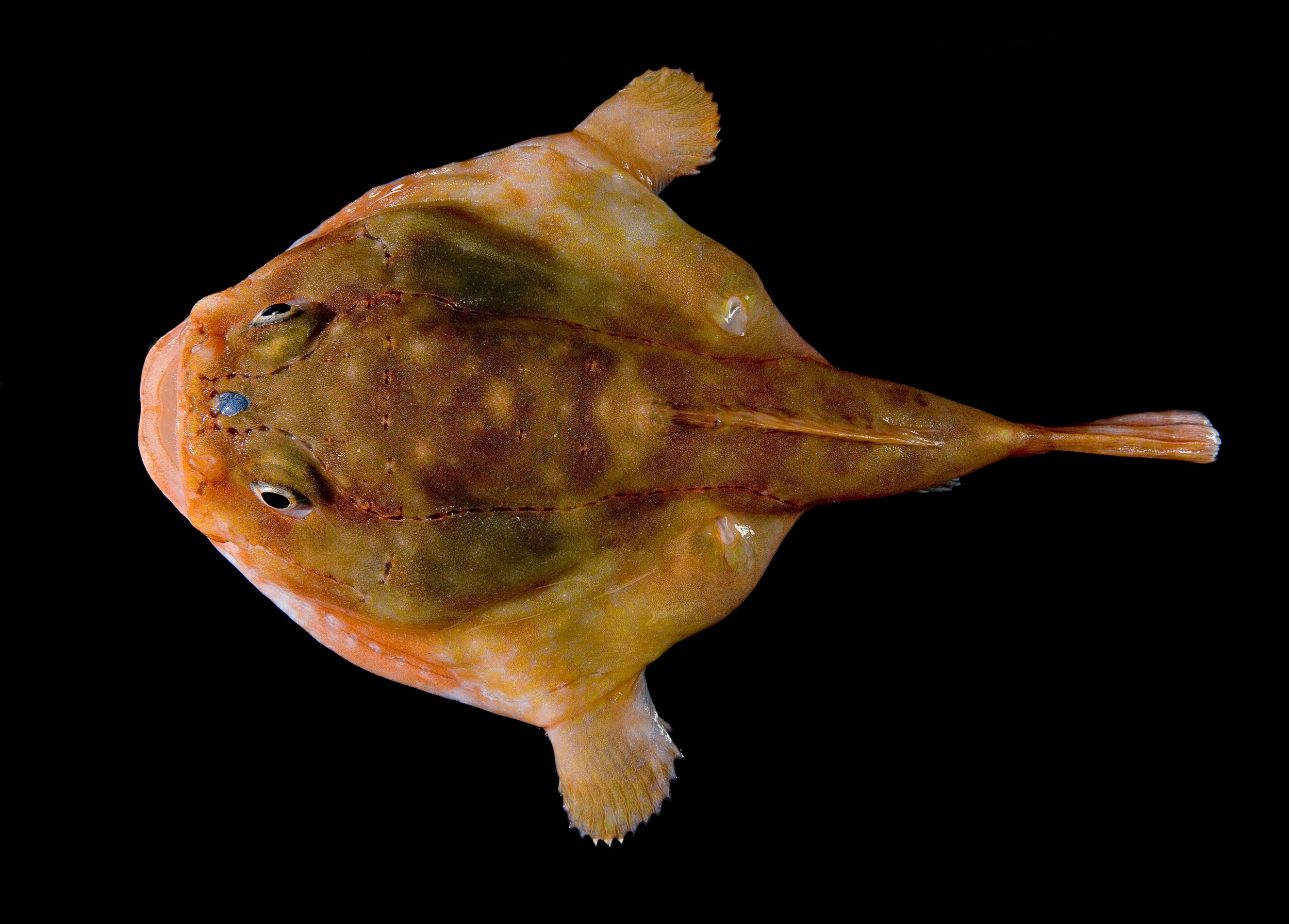
Chaunax stigmaeus

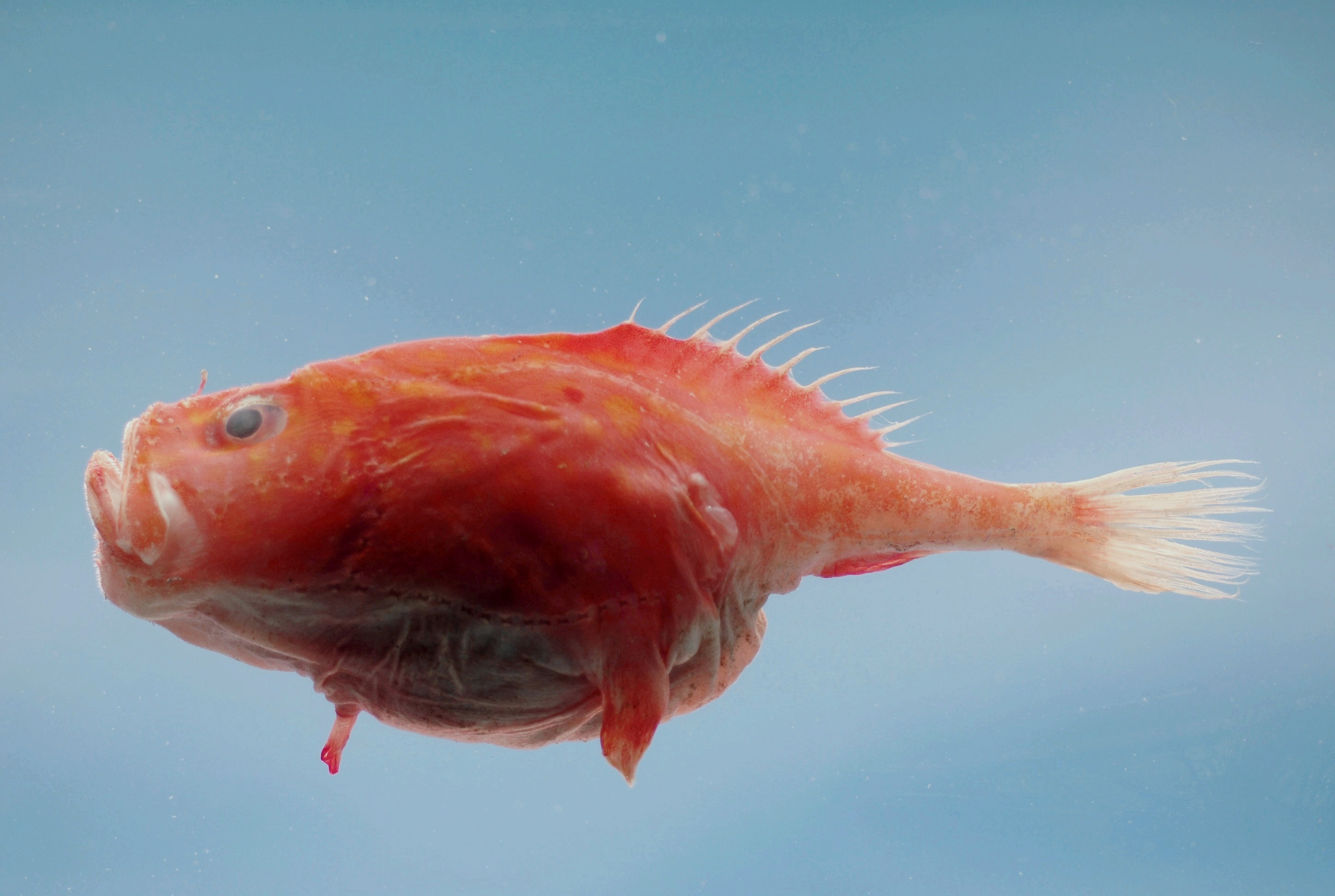
Chaunax suttkusi

Es gibt 27 Arten in zwei Gattungen. Die Gattung Chaunax lebt in Tiefen von 100 bis 600 Metern. Chaunacops lebt normalerweise unterhalb von 1000 Metern. Es gibt jedoch Überschneidungen.
- Gattung Chaunacops Garman, 1899
  - Chaunacops coloratus (Garman, 1899)
  - Chaunacops melanostomus (Caruso, 1989)
  - Chaunacops roseus (Barbour, 1941)
  - Chaunacops spinosus Ho & McGrouther, 2015
- Gattung Chaunax Lowe, 1846
  - Chaunax abei Le Danois, 1978
  - Chaunax africanus  Ho & Last, 2013
  - Chaunax apus Lloyd, 1909
  - Chaunax atimovatae Ho & Ma, 2016
  - Chaunax brachysomus Ho et al., 2015
  - Chaunax breviradius Le Danois, 1978
  - Chaunax endeavouri Whitley, 1929
  - Chaunax fimbriatus Hilgendorf, 1879
  - Chaunax flammeus Le Danois, 1979
  - Chaunax flavomaculatus Ho et al., 2013
  - Chaunax gomoni Ho et al., 2015
  - Chaunax heemstraorum Ho & Ma, 2016
  - Chaunax hollemani Ho & Ma, 2016
  - Chaunax latipunctatus Le Danois, 1984
  - Chaunax mulleus Ho et al., 2013
  - Chaunax multilepis Ho et al., 2016
  - Chaunax nebulosus  Ho & Last, 2013
  - Chaunax nudiventer Ho & Shao, 2010
  - Chaunax penicillatus McCulloch, 1915
  - Chaunax pictus Lowe, 1846
  - Chaunax reticulatus Ho et al., 2013
  - Chaunax russatus Ho et al., 2013
  - Chaunax stigmaeus Fowler, 1946
  - Chaunax suttkusi Caruso, 1989
  - Chaunax umbrinus Gilbert, 1905

Die Seekröten sind die Schwestergruppe der Tiefsee-Anglerfische (Ceratioidei).